# Panchayati raj
En Inde, le Panchayati raj (hindi : पंचायती राज (panchāyatī rāj)) ou système de gouvernement des panchayats est le système d'administration territoriale des zones rurales.
Les zones urbaines relèvent du système des municipalités.

## Histoire
Le mot hindi पंचायत (panchāyat) signifie « assemblée des cinq ». Ce système existe depuis plusieurs siècles en Asie du Sud. Traditionnellement, il s'agit d'un conseil formé par des anciens et chargé de l'entretien du village (irrigation, sécurité, construction, etc.) et de faire appliquer les règles locales, notamment relatives aux castes, et d'arbitrer des conflits entre individus ou communautés.
Pendant la lutte pour l'indépendance, Gandhi milite pour le Gram Swaraj (« indépendance de village »), un système de gouvernement décentralisé centré sur chaque village :

« La véritable démocratie ne peut pas être réalisée au travers de 20 hommes assis dans un gouvernement central, il faut qu'elle soit réalisée par en dessous, par les gens de chaque village, »

Après l'Indépendance, cette volonté est reflétée par l'article 40 de la Constitution de l'Inde, qui dispose que : 

« L'État prendra des mesures pour organiser les panchayats et leur accorder les pouvoirs et les compétences nécessaires pour leur permettre de fonctionner comme des entités de gouvernement autonomes,. »

Plusieurs rapports gouvernementaux sont écrits au sujet des gouvernements locaux en Inde mais il faut attendre 1992 et l'adoption du 73e amendement à la Constitution pour que la pratique des panchayats soit rendu obligatoire dans tous les États

## Système actuel

Structure administrative de l'Inde

Le 73e amendement à la Constitution de l'Inde, adopté en 1992, oblige en principe tous les États à instituer trois niveaux de panchayats dans les zones rurales de leur territoire. :
- gram panchayat (panchayat de village) ;
- Panchayat samiti (en) : (panchayat intermédiaire correspondant à un tehsil) (les États dont la population est inférieure à 2 millions d'habitants ne sont pas tenus de créer des panchayats intermédiaires) ;
- zilla parishad (panchayat de district).

Les membres des panchayats sont élus au suffrage universel direct pour un mandat de cinq ans et la législation de l'État peut autoriser la représentation des présidents de gram panchayast au niveau intermédiaire et des présidents de panchayat samitis au niveau du district. La Constitution requiert que des circonscriptions soient réservées à chaque élection pour les Dalits (Scheduled Castes) — sauf en Arunachal Pradesh — et les Adivasis (Scheduled Tribes) en proportion de leur part dans la population mais également qu'un tiers du nombre total des sièges soit réservé à des femmes. La loi de l'État prévoit le mode d'élection du président (« chairperson » ou « sarpanch ») et certains États réservent un tiers des présidences pour des femmes.
En outre, la Constitution reconnait la possibilité de confier certaines compétences à la Gram Sabha, c'est-à-dire l'assemblée de tous les citoyens du village
La Constitution prévoit que c'est aux États de décider des compétences des panchayats et des impôts qu'ils peuvent lever, mais leur confie la préparation de programmes pour le développement économique et la justice sociale. Ces programmes sont coordonnés dans chaque district par un comité de planification.

## Territoires exemptés et régions particulières
Certains territoires ruraux du Nord-Est de l'Inde et du Bengale-Occidental ne sont pas soumis au panchayati raj en vertu de la Constitution. Il s'agit :
- des États du Meghalaya, du Mizoram et du Nagaland, sauf si la législature de ces États l'autorise,
- des zones de collines (hill areas) du Manipur, qui sont régis par le Manipur (Village Authorities in Hill Areas) Act de 1956[11],
- les régions tribales du Tripura et de l'Assam.

Il n'y a pas de panchayat samiti dans les zones de collines du district de Darjeeling qui sont administrées par le Darjeeling Gorkha Hill Council.
Les zones répertoriées (Scheduled Areas), peuplées majoritairement d'Adivasis, étaient originellement exclues du panchayati raj mais une loi de 1996 en a étendu l'application dans ces régions avec certaines particularités, notamment un rôle accrue des Gram Sabhas.